# Alternerende reeks
In de wiskundige analyse is een alternerende reeks een reeks waarvan de termen afwisselend positief en negatief zijn. Een voorbeeld is de reeks:
{\displaystyle \sum _{n=1}^{\infty }(-1)^{n}=-1+1-1+1\cdots }
Als een alternerende reeks absoluut convergeert, convergeert de alternerende reeks zelf ook. Dit betekent echter niet dat elke convergerende alternerende reeks ook absoluut moet convergeren. Een voorbeeld waarbij dit niet het geval is, is de harmonische reeks.
{\displaystyle \sum _{n=1}^{\infty }{\frac {1}{n}}=1+{\tfrac {1}{2}}+{\tfrac {1}{3}}+{\tfrac {1}{4}}\cdots }
Deze reeks convergeert niet, echter de alternerende reeks convergeert naar ln 2.
{\displaystyle \sum _{n=0}^{\infty }{\frac {(-1)^{n}}{n+1}}=1-{\tfrac {1}{2}}+{\tfrac {1}{3}}-{\tfrac {1}{4}}\cdots =\ln 2}
Een algemener criterium voor de convergentie van een alternerende reeks is het criterium van Leibniz. Dit stelt dat als de rij {\displaystyle a_{n}} monotoon daalt en convergeert naar nul, de alternerende reeks 
{\displaystyle \sum _{n=0}^{\infty }(-1)^{n}\,a_{n}}.
ook convergeert.